# 任仕達
任仕達控股（Randstad Holding NV），通常稱為任仕達，是荷蘭的一家跨國人力資源諮詢公司，總部位於迪門。任仕達是世界僅次於德科集團的第二大人力資源服務公司。

## 历史
創建於1960年，現在在39個國家開展有業務。任仕達是阿姆斯特丹證券交易所的上市公司之一。
2021年10月1日，任仕達美國（Randstad USA）以約 1.3 億美元收購 Cella。 Cella 擁有 30 多年的專業知識，是美國最大的創意/數位人力資源公司之一。公司預計 2021 年收入將超過 1 億美元。此次收購支持任仕達（RANJY）在美國市場建立強勢地位。此次收購對Cella的企業估值為 1.12 億歐元（約 1.3 億美元）。

## 外部連結
- 官方网站